# Ecrobia maritima
Ventrosia maritima là một loài ốc nước ngọt rất nhỏ, động vật thân mềm chân bụng có mài trong họ Hydrobiidae.